# Al-Baszir al-Arebi
Al-Baszir al-Arebi (arab. ‏البشير العريبي‎; ur. 1923 w Tunisie, zm. 10 maja 2018 tamże) – tunezyjski poeta, autor słów do hymnu Libii.

## Życiorys
Podstawową edukację odebrał w Tunisie, tam też w 1946 roku ukończył studia na Uniwersytecie Az-Zajtuna. Był wykładowcą akademickim na tej uczelni i dyrektorem Narodowego Instytutu Wyższych Studiów Islamskich w Mauretanii. W Tunezji był orędownikiem harcerstwa i zasiadał we władzach krajowego związku harcerstwa, będąc również redaktorem jednego z czasopism poświęconych tej tematyce (Al-Salil). Wielokrotnie prowadził audycje w krajowych stacjach radiowych, a także wygłaszał wykłady na temat cywilizacji islamskiej (na jednym z nich w 1959 roku był obecny ówczesny prezydent Tunezji Habib Burgiba). Autor licznych artykułów w tunezyjskich gazetach i czasopismach, a także twórca podręczników szkolnych. Na emeryturę przeszedł w 1982 roku.
Al-Arebi jest zwycięzcą rozpisanego w 1955 roku konkursu na napisanie słów do narodowego hymnu Libii. Muzykę do jego utworu pt. Libia, Libia, Libia skomponował Egipcjanin Muhammad Abd al-Wahhab. Al-Arebi zrezygnował jednak z przyjęcia honorarium pieniężnego za zwycięstwo w konkursie i całość pieniędzy przeznaczył na pomoc uchodźcom palestyńskim. W 1969 roku Libia, Libia, Libia został zastąpiony przez Allahu Akbar. Po rewolucji w 2011 roku przywrócono utworowi dawny status.
W 2012 roku libijskie ministerstwo kultury zorganizowało uroczystą ceremonię, na której uhonorowano osobiście al-Arebiego. Zmarł w 2018 roku w Tunisie. Po jego śmierci przewodniczący Rady Prezydenckiej Libii Fajiz as-Sarradż wydał oświadczenie wspominające tunezyjskiego pisarza. Był żonaty, miał 5 dzieci (jeden z jego synów był ortopedą pracującym w Paryżu – zmarł w 2020 roku).